# Balearen-Buchsbaum
Der Balearen-Buchsbaum (Buxus balearica) ist eine Pflanzenart aus der Gattung Buchsbäume (Buxus) innerhalb der Familie der Buchsbaumgewächse
(Buxaceae). Sie ist in Teilen des Mittelmeerraumes verbreitet.

## Beschreibung

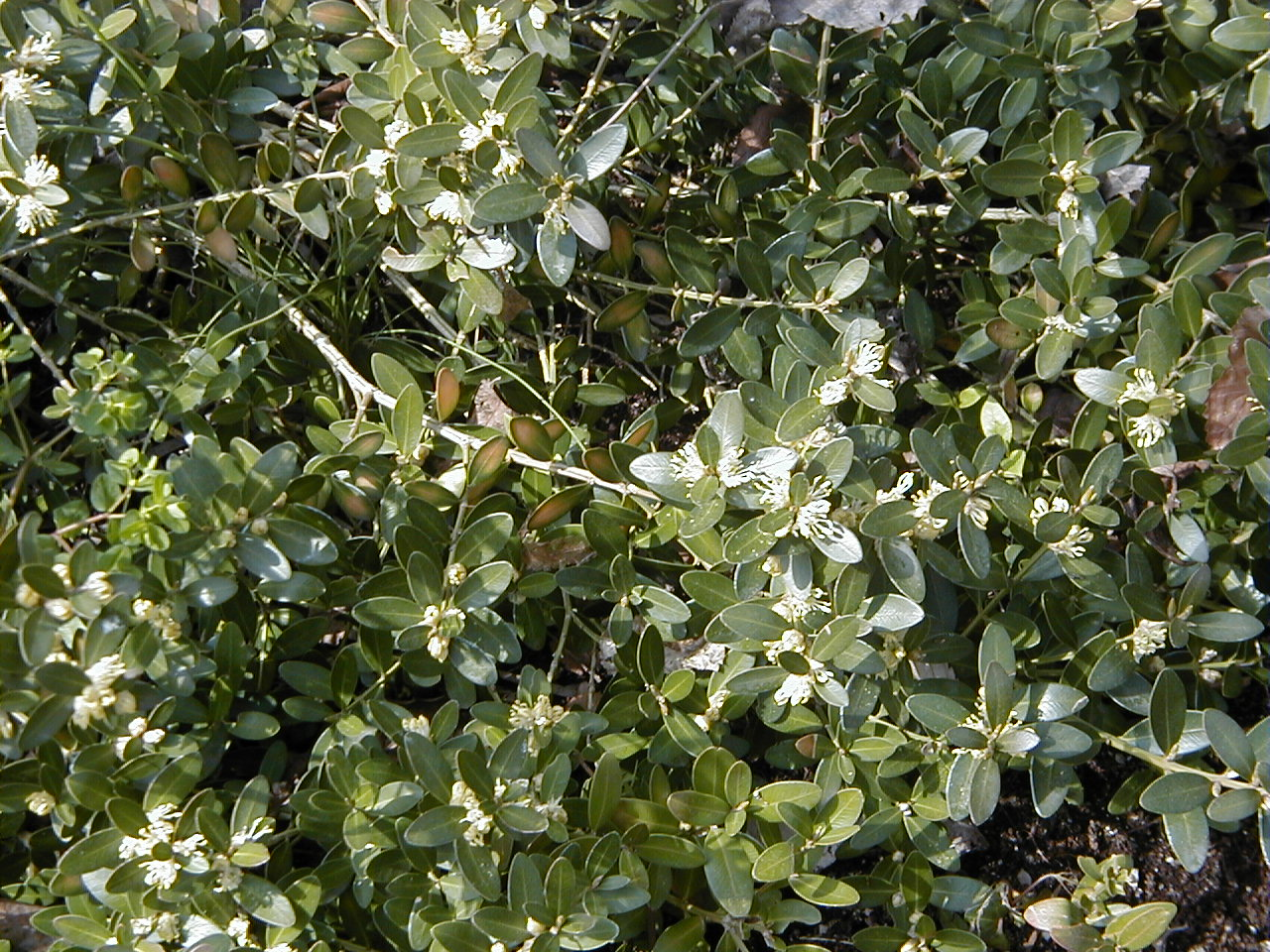
Laubblätter und Blütenstände

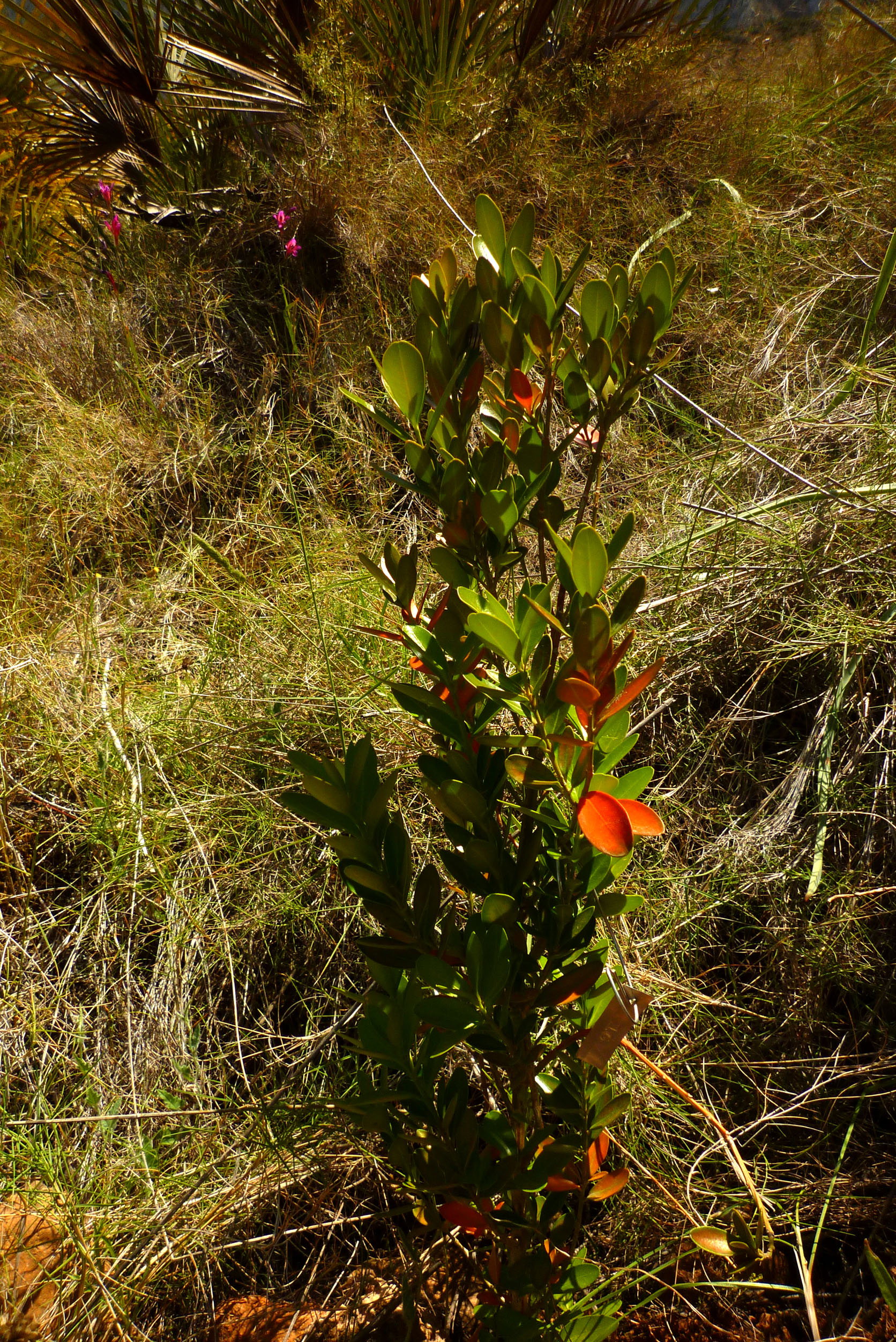
Habitus und Laubblätter

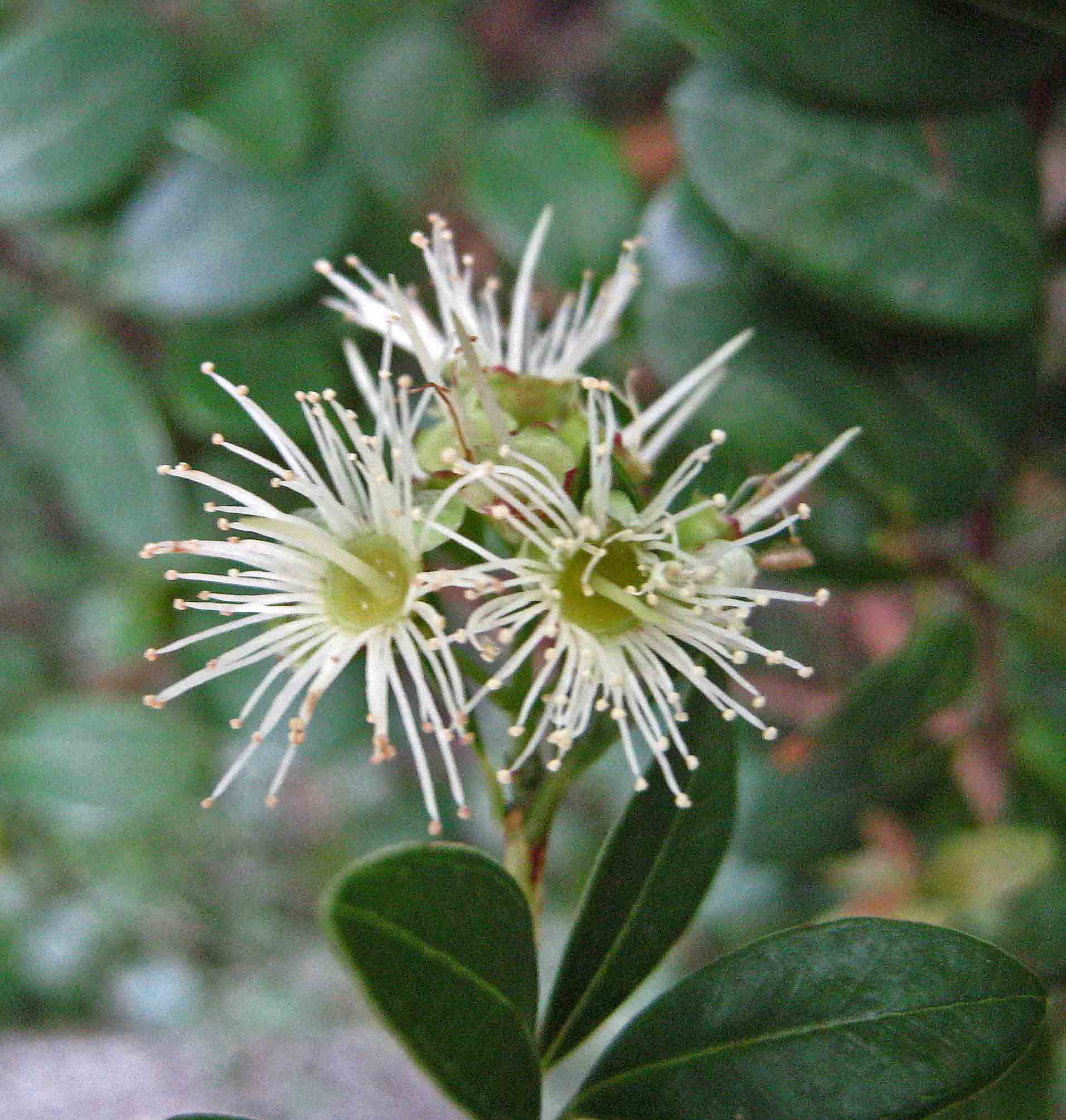
Blüte im Detail

### Vegetative Merkmale
Der  Balearen-Buchsbaum wächst sehr langsam als Strauch oder kleiner Baum und kann Wuchshöhen von bis zu 3 Metern erreichen. Alle Pflanzenteile sind kahl.
Die gegenständig an den Zweigen angeordneten Laubblätter sind in Blattstiel und -spreite gegliedert. Die einfache, ledrige Blattspreite ist bei einer Länge von 2,5 bis 4 Zentimetern und einer Breite von 0,9 bis 1,8 Zentimetern eiförmig. Im Vergleich zum Gewöhnlichen Buchsbaum (Buxus sempervirens) ist die Blattoberseite weniger glänzend und heller grün.

### Generative Merkmale
Die Blütezeit reicht von April und Mai. Die Blüten duften stark nach Jasmin. Der Blütenstand besitzt einen Durchmesser von 7 bis 10 Millimeter und enthält rundliche, stumpfe Hochblätter. Der Balearen-Buchsbaum ist einhäusig getrenntgeschlechtig (monözisch), männliche und weibliche Blüten befinden sich also beide auf einem Exemplar.
Die männlichen Blüten sind bis 2,5 Millimeter lang gestielt, die weiblichen Blüten sind sitzend. Es sind keine Kronblätter vorhanden. Die Staubfäden sind 4 bis 6 Millimeter lang und die Staubbeutel 2 bis 2,5 Millimeter lang.
Die Kapselfrucht ist 12 bis 14 Millimeter lang sowie 7 bis 9 Millimeter breit. Die Griffel sind so lang wie die junge Kapselfrucht, bei der Reife erreichen sie aber nur zwei Drittel der Länge der Kapsel. Die Samen weisen eine Länge von 4,5 bis 5,5 Millimetern sowie einen Durchmesser von etwa 3 Millimetern auf.
Die Chromosomenzahl beträgt 2n = 28.

## Nutzung
Der Balearen-Buchsbaum ist im Gegensatz zum Gewöhnlichen Buchsbaum (Buxus sempervirens) empfindlich gegen Fröste. Er wird in die USDA-Klimazonen 7–10 eingeordnet. Dieses immergrüne Gehölz kann in Heckenform geschnitten werden.

Verbreitung

## Verbreitung
Das Verbreitungsgebiet des Balearen-Buchsbaum umfasst Sardinien, die Balearen (Mallorca und Cabrera), vereinzelt kommt er auch in Süd- und Ostspanien, Nordwestafrika und Südanatolien vor.

## Taxonomie
Die Erstveröffentlichung von Buxus balearica erfolgte 1785 durch Jean-Baptiste de Lamarck in Encyclopédie Méthodique, Botanique, Tome 1, 2, S. 511. Synonyme für Buxus balearica Lam. sind Buxus haleppica K.Koch, Buxus longifolia Boiss.